# Young
Young (jáng) je priimek več znanih oseb:
- Alan Young (1919—2016), kanadski igralec angleškega rodu
- Charles Augustus Young (1834—1908), ameriški astronom
- Curt Young (*1960), ameriški igralec bejzbola
- Edward Young (1863—1765), angleški pesnik
- Francis Brett Young (1884—1954), angleški pisatelj
- Henry Ayerst Young (1895—1952), britanski general
- John Young (1930 – 2018), ameriški astronavt in raketni inženir
- Johnny Young (1940—2021), ameriški diplomat, veleposlanik ZDA v Sloveniji (2001-04)
- La Monte Young (*1935), ameriški skladatelj
- Lester Young (1909—1959), ameriški saksofonist
- Loretta Young (1913—2000), ameriška filmska igralka
- Moon Geun Young (*1987), južnokorejska filmska igralka
- Neil Young (*1945), kanadski rock pevec
- Owen Young (1874—1962), ameriški industriálec
- Peter Young - več ljudi
- Robert Young (1907—1998), ameriški filmski igralec
- Sean Young (*1959), ameriška filmska igralka
- Terence Young (1915—1994), britanski filmski režiser
- Thomas Young - več ljudi
- Victor Young, ameriški skladatelj